# 한국우주과학회
한국우주과학회는 우주과학의 연구와 발전에 기여할 목적으로 1995년 12월 26일 설립허가된 대한민국 미래창조과학부 소관의 사단법인이다. 사무실은 대전광역시 유성구 대덕대로 776 (화암동, 한국천문연구원 내)에 있다.